# Isole Berëzovye
Le isole Berëzovye (in russo Берёзовые острова, in finlandese Koiviston saaret (in italiano "Isole delle betulle") sono un arcipelago russo, bagnato dal mar Baltico.
Amministrativamente fanno parte del Vyborgskij rajon dell'oblast' di Leningrado, nel Distretto Federale Nordoccidentale.

## Geografia
Il gruppo è situato nel golfo di Finlandia, nella parte orientale del mar Baltico, poco a sud dell'ingresso della baia di Vyborg. Distano dalla terraferma, nel punto più vicino (di fronte alla città di Primorsk), circa 1,4 km.
Le Berëzovye sono un gruppo composto da 3 isole principali, una quindicina di isole minori e diversi altri scogli e isolotti senza nome. Lo stretto del B'ërkesund (пролив Бьёркезунд) le separa dalla penisola Kiperort (полуостров Киперорт), e si sviluppano parallelamente ad essa, orientate in direzione nordovest-sudest, per circa 30 km. La loro area totale è di 83,9185 km² Il monte Promorskaja (гора Приморская), su Bol'šoj Berëzovyj, è il punto più alto del gruppo con i suoi 43,3 m s.l.m.
Le isole e le acque che le circondano fanno parte della "riserva naturale delle isole Berëzovye".

### Le isole
Le tre isole principali sono:
- Bol'šoj Berëzovyj (остров Большой Берёзовый), l'isola maggiore, situata nella parte sudorientale del gruppo. Su essa si trovano il villaggio rurale,  di Krasnyj Ostrov, a sudest, e il più piccolo insediamento di Petrovskoe, a nord, entrambi aboliti nel 2004.
- Severnyj Berëzovyj (остров Северный Берёзовый), isola lunga e stretta nella parte settentrionale del gruppo.(60°24′36″N 28°29′24.5″E)
- Zapadnyj Berëzovyj (остров Западный Берёзовый) è invece l'isola occidentale, seconda per grandezza, su cui si trova l'insediamento di Severnaja, nella parte nordorientale. (60°20′30″N 28°28′45″E)

Tra le isole minori ci sono:
- Isola Bol'šaja Otmel' (остров Большая Отмель), (60°23′39″N 28°26′10.4″E)
- Isola Bol'šoj Solnečnyj (остров Большой Солнечный), (60°25′15″N 28°30′08″E)
- Isola Cepnoj (остров Цепной), (60°22′30″N 28°27′52″E)
- Isola Dalëkij (остров Далёкий), (60°24′17.15″N 28°31′45.3″E)
- Isola Dlinnoberežnyj (остров Длиннобережный), (60°17′53″N 28°42′49.5″E)
- Isola Kamenistyj (остров Каменистый), (60°26′02.1″N 28°29′34″E)
- Isola Klinok (остров Клинок), (60°19′13″N 28°28′39″E)
- Isola Kuznečnyj (остров Кузнечный), (60°22′19.5″N 28°30′04.3″E)
- Isola Makovka (остров Маковка), (60°18′27.7″N 28°31′16.7″E)
- Isola Malyj Berëzovyj (остров Малый Берёзовый), (60°24′40″N 28°26′11.7″E)
- Isola Malyj Solnečnyj (остров Малый Солнечный), (60°24′45″N 28°30′41″E)
- Isola Petrovskij (остров Петровский), (60°22′11″N 28°34′16″E)
- Isola Ravica (остров Равица), (60°20′09″N 28°38′19″E)
- Isola Rjadovyj (остров Рядовый), (60°25′47″N 28°29′32″E)
- Isola Rondo (остров Рондо), (60°26′56.5″N 28°21′23.7″E)
- Isola Volčij (остров Волчий), (60°21′15.5″N 28°32′56.5″E)
- Isola Zven'evoj (остров Звеньевой), (60°22′53.5″N 28°26′45.3″E)

## Isole adiacenti
L'arcipelago è situato nella parte nordorientale del golfo di Finlandia. 11 km a nord si apre la baia di Vyborg con le sue numerose isole (Vysockij, Malyj Vysockij, Lisij, etc); 4–5 km a est, poco fuori del golfo di Ermilovo (залив Ермиловский), ci sono le piccole isole Sjarkkjaluoto (остров Сярккялуото), Rifovyj (остров Рифовый), Mokrec (остров Мокрец) e Podkamennyj (остров Подкаменный).

## Storia
Durante la grande guerra patriottica, sulle isole si trovava una guarnigione finlandese di 3000 uomini, che costruì batterie costiere di difesa (sei cannoni a lungo raggio, ancora conservati nelle rovine) e batterie anti mezzi anfibi.
Le isole furono occupate dalla flotta del Baltico tra il 20 e il 25 giugno 1944, nel corso delle operazioni di sbarco B'ërkskaja.